# Stora torget, Falun

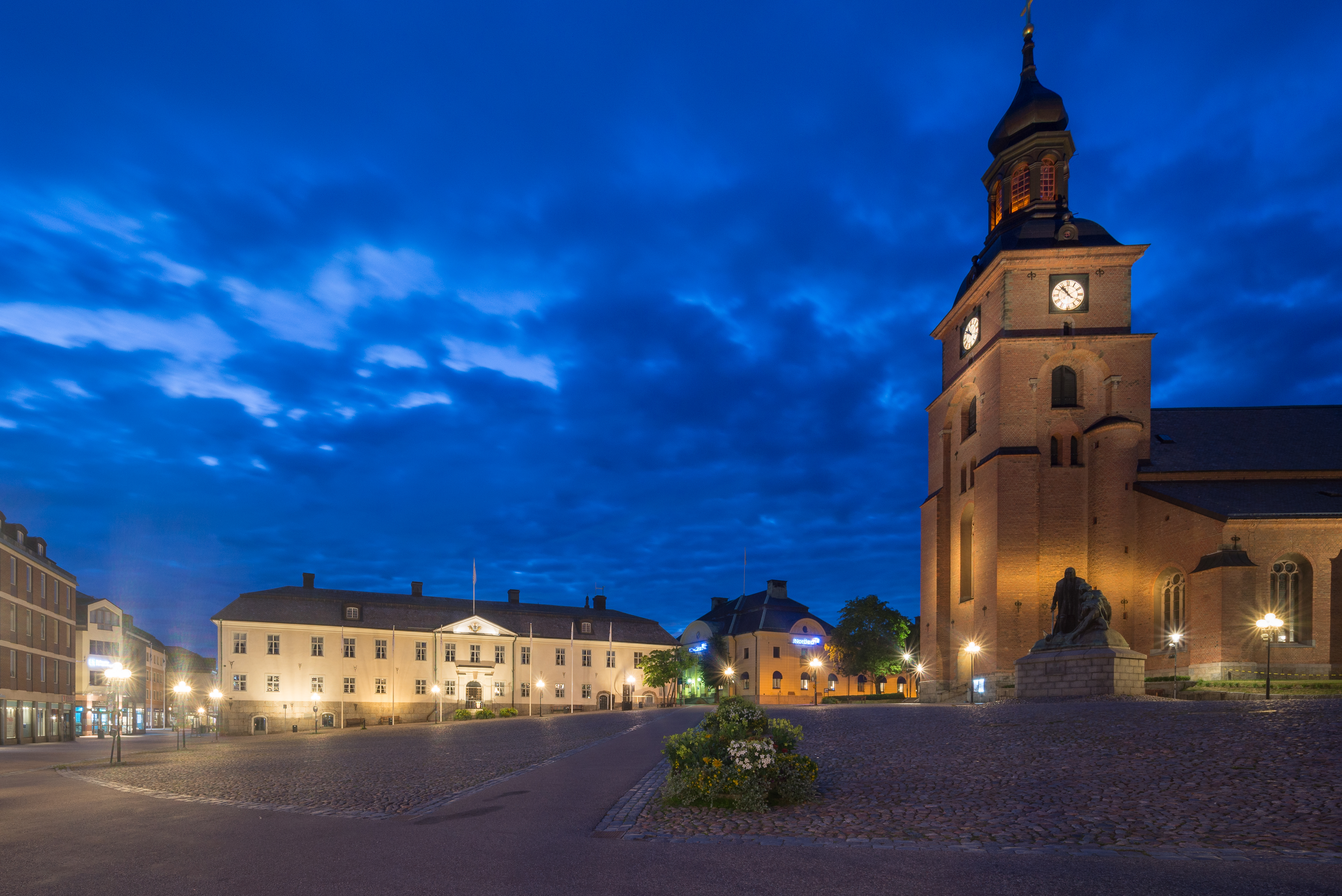
Stora torget med Falu rådhus och Kristine kyrka.

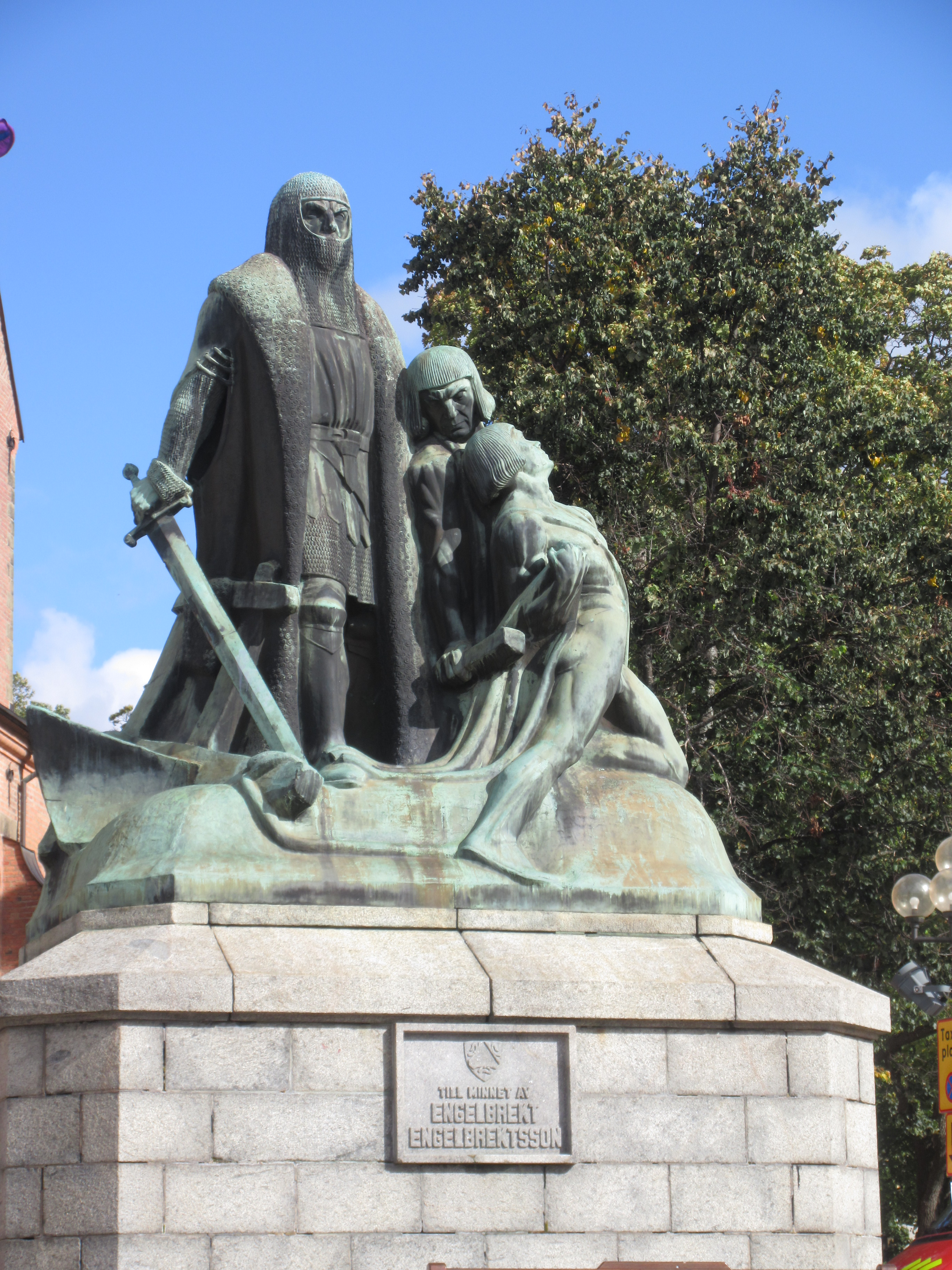
Engelbrektsmonumentet utanför Falu Kristine kyrka vid Stora torget i Falun, skulpterad av Karl Hultström.

Stora torget är ett sluttande, kullerstensbelagt torg i Falun.
Vid Stora Torget ligger Falu rådhus och Kristine kyrka. I den övre delen, mot Åsgatan och Kristine kyrka, står Engelbrektsmonumentet av Karl Hultström. 

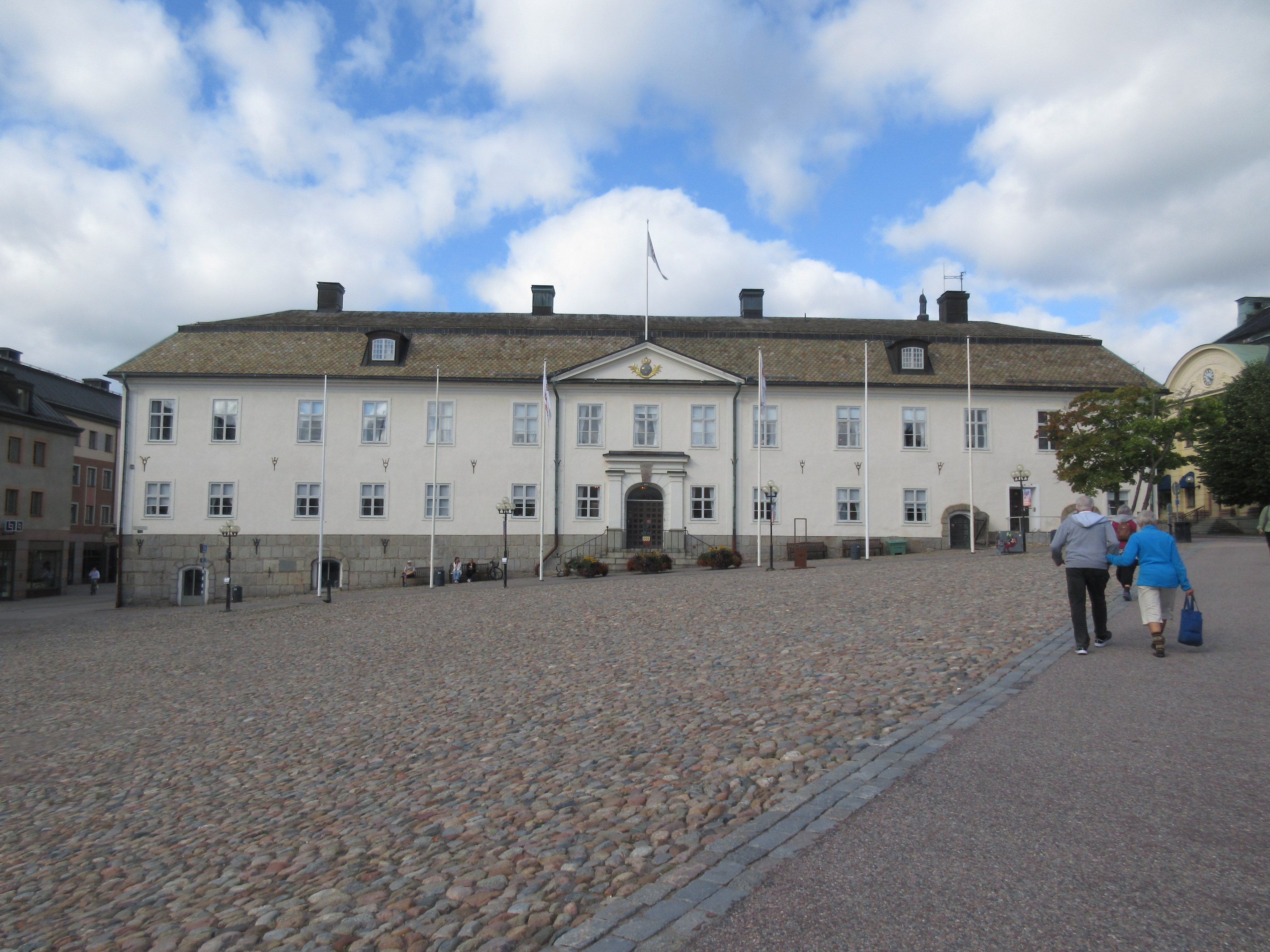
Falu rådhus vid Stora torget i Falun.
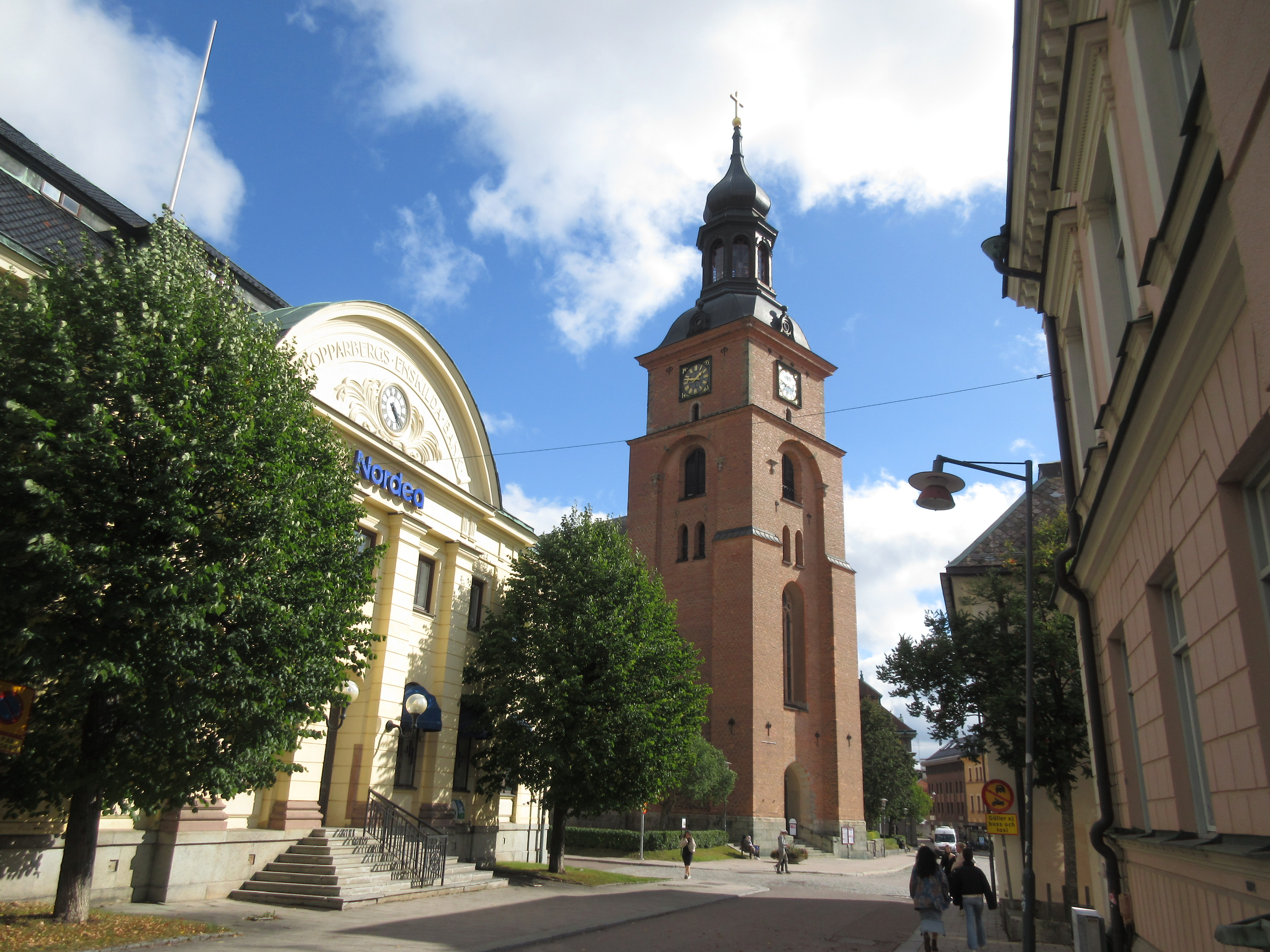
Falu Kristine kyrka.